# Olympische Winterspiele 1994/Skilanglauf
Bei den XVII. Olympischen Spielen 1994 in Lillehammer fanden zehn Wettbewerbe im Skilanglauf statt. Austragungsort war das Birkebeineren-Skistadion.
Erfolgreich war bei den Langläufern vor allem wieder der Norweger Bjørn Dæhlie, der zwei Einzelgoldmedaillen und gemeinsam mit seiner Staffel eine Silbermedaille gewann. Bei den Frauen teilten sich die Russin Ljubow Jegorowa und die Italienerin Manuela Di Centa die Siege in den Einzelstrecken mit je zwei Goldmedaillen. Jegorowa gewann darüber hinaus Gold in der Staffel, Di Centa holte mit ihrem Team Bronze.

## Bilanz

### Medaillenspiegel
| Platz  | Land       | Gold | Silber | Bronze | Gesamt |
| ------ | ---------- | ---- | ------ | ------ | ------ |
| 1      | Norwegen   | 3    | 4      | 1      | 8      |
| 2      | Italien    | 3    | 2      | 4      | 9      |
| 3      | Russland   | 3    | 1      | 1      | 5      |
| 4      | Kasachstan | 1    | 2      | –      | 3      |
| 5      | Finnland   | –    | 1      | 4      | 5      |
| Gesamt | Gesamt     | 10   | 10     | 10     | 30     |

### Medaillengewinner
Männer
| Disziplin         | Gold                                                                   | Silber                                                             | Bronze                                                            |
| ----------------- | ---------------------------------------------------------------------- | ------------------------------------------------------------------ | ----------------------------------------------------------------- |
| 10 km klassisch   | Bjørn Dæhlie (NOR)                                                     | Wladimir Smirnow (KAZ)                                             | Marco Albarello (ITA)                                             |
| 15 km Verfolgung  | Bjørn Dæhlie (NOR)                                                     | Wladimir Smirnow (KAZ)                                             | Silvio Fauner (ITA)                                               |
| 30 km Freistil    | Thomas Alsgaard (NOR)                                                  | Bjørn Dæhlie (NOR)                                                 | Mika Myllylä (FIN)                                                |
| 50 km klassisch   | Wladimir Smirnow (KAZ)                                                 | Mika Myllylä (FIN)                                                 | Sture Sivertsen (NOR)                                             |
| 4 × 10 km Staffel | ItalienMarco Albarello Maurilio De Zolt Silvio Fauner Giorgio Vanzetta | NorwegenThomas Alsgaard Bjørn Dæhlie Sture Sivertsen Vegard Ulvang | FinnlandJari Isometsä Harri Kirvesniemi Mika Myllylä Jari Räsänen |

Frauen
| Disziplin        | Gold                                                                 | Silber                                                               | Bronze                                                                    |
| ---------------- | -------------------------------------------------------------------- | -------------------------------------------------------------------- | ------------------------------------------------------------------------- |
| 5 km klassisch   | Ljubow Jegorowa (RUS)                                                | Manuela Di Centa (ITA)                                               | Marja-Liisa Kirvesniemi (FIN)                                             |
| 10 km Verfolgung | Ljubow Jegorowa (RUS)                                                | Manuela Di Centa (ITA)                                               | Stefania Belmondo (ITA)                                                   |
| 15 km Freistil   | Manuela Di Centa (ITA)                                               | Ljubow Jegorowa (RUS)                                                | Nina Gawriljuk (RUS)                                                      |
| 30 km klassisch  | Manuela Di Centa (ITA)                                               | Marit Wold (NOR)                                                     | Marja-Liisa Kirvesniemi (FIN)                                             |
| 4 × 5 km Staffel | RusslandNina Gawriljuk Ljubow Jegorowa Larissa Lasutina Jelena Välbe | NorwegenTrude Dybendahl Anita Moen Elin Nilsen Inger Helene Nybråten | ItalienStefania Belmondo Manuela Di Centa Gabriella Paruzzi Bice Vanzetta |

## Ergebnisse Männer

### 10 km klassisch
| Platz | Land | Sportler           | Zeit (min) |
| ----- | ---- | ------------------ | ---------- |
| 1     | NOR  | Bjørn Dæhlie       | 24:20,1    |
| 2     | KAZ  | Wladimir Smirnow   | 24:38,3    |
| 3     | ITA  | Marco Albarello    | 24:42,3    |
| 4     | RUS  | Michail Botwinow   | 24:58,9    |
| 5     | NOR  | Sture Sivertsen    | 24:59,7    |
| 6     | FIN  | Mika Myllylä       | 25:05,3    |
| 7     | NOR  | Vegard Ulvang      | 25:08,0    |
| 8     | ITA  | Silvio Fauner      | 25:08,1    |
| 9     | FIN  | Harri Kirvesniemi  | 25:13,2    |
| 10    | AUT  | Alois Stadlober    | 25:25,4    |
| 11    | GER  | Jochen Behle       | 25:29,4    |
|       |      |                    |            |
| 17    | GER  | Johann Mühlegg     | 25:50,6    |
| 21    | SUI  | Jeremias Wigger    | 25:55,4    |
| 32    | GER  | Torald Rein        | 26:38,7    |
| 46    | SUI  | Hans Diethelm      | 27:03,1    |
| 48    | SUI  | Giachem Guidon     | 27:09,1    |
| 55    | LIE  | Markus Hasler      | 27:17,1    |
| 60    | SUI  | Wilhelm Aschwanden | 27:27,2    |
| 61    | GER  | Janko Neuber       | 27:27,4    |

Datum: 17. Februar, 10:30 Uhr 

Höhenunterschied: 107,5 m; Maximalanstieg: 66 m; Totalanstieg: 413 m 

88 Teilnehmer aus 33 Ländern, alle in der Wertung.

### 15 km Verfolgung Freistil
| Platz | Land | Sportler           | Zeit (h)  |
| ----- | ---- | ------------------ | --------- |
| 1     | NOR  | Bjørn Dæhlie       | 1:00:08,8 |
| 2     | KAZ  | Wladimir Smirnow   | 1:00:38,8 |
| 3     | ITA  | Silvio Fauner      | 1:01:48,8 |
| 4     | FIN  | Mika Myllylä       | 1:01:55,9 |
| 5     | RUS  | Michail Botwinow   | 1:01:57,8 |
| 6     | FIN  | Jari Räsänen       | 1:02:03,7 |
| 7     | NOR  | Sture Sivertsen    | 1:02:09,7 |
| 8     | GER  | Johann Mühlegg     | 1:02:31,2 |
| 9     | ITA  | Giorgio Vanzetta   | 1:02:31,6 |
| 10    | ITA  | Marco Albarello    | 1:02:34,1 |
| 11    | AUT  | Alois Stadlober    | 1:02:57,1 |
|       |      |                    |           |
| 13    | SUI  | Jeremias Wigger    | 1:03:07,9 |
| 14    | GER  | Jochen Behle       | 1:03:32,1 |
| 30    | SUI  | Hans Diethelm      | 1:05:32,4 |
| 35    | GER  | Janko Neuber       | 1:05:39,6 |
| 38    | GER  | Torald Rein        | 1:06:02,3 |
| 39    | LIE  | Markus Hasler      | 1:06:05,4 |
| 56    | SUI  | Wilhelm Aschwanden | 1:08:17,4 |

Datum: 19. Februar, 12:30 Uhr 

Höhenunterschied: 68 m; Maximalanstieg: 51 m; Totalanstieg: 630 m 

76 Teilnehmer aus 31 Ländern, davon 74 in der Wertung.
Der Wettbewerb bestand aus zwei Teilen. Gewertet wurde zunächst der 10-km-Lauf im klassischen Stil. Zwei Tage später liefen die Teilnehmer 15 km im freien Stil, wobei der Start in umgekehrter Reihenfolge gemäß den Platzierungen und Abständen des 10-km-Rennens erfolgte.

### 30 km Freistil
| Platz | Land | Sportler              | Zeit (h)  |
| ----- | ---- | --------------------- | --------- |
| 1     | NOR  | Thomas Alsgaard       | 1:12:26,4 |
| 2     | NOR  | Bjørn Dæhlie          | 1:13:13,6 |
| 3     | FIN  | Mika Myllylä          | 1:14:14,5 |
| 4     | RUS  | Michail Botwinow      | 1:14:43,3 |
| 5     | ITA  | Maurilio De Zolt      | 1:14:55,5 |
| 6     | FIN  | Jari Isometsä         | 1:15:12,5 |
| 7     | ITA  | Silvio Fauner         | 1:15:27,7 |
| 8     | NOR  | Egil Kristiansen      | 1:15:37,7 |
| 9     | GER  | Johann Mühlegg        | 1:15:42,8 |
| 10    | KAZ  | Wladimir Smirnow      | 1:16:01,8 |
|       |      |                       |           |
| 21    | LIE  | Markus Hasler         | 1:18:18,7 |
| 33    | GER  | Janko Neuber          | 1:19:57,5 |
| 35    | GER  | Peter Schlickenrieder | 1:20:08,8 |
| 46    | SUI  | Giachem Guidon        | 1:22:21,0 |
| 49    | SUI  | Jürg Capol            | 1:22:59,9 |
| 55    | LIE  | Stephan Kunz          | 1:24:00,0 |

Datum: 14. Februar, 10:30 Uhr 

Höhenunterschied: 166 m; Maximalanstieg: 65 m; Totalanstieg: 1136 m 

74 Teilnehmer aus 28 Ländern, davon 71 in der Wertung.

### 50 km klassisch
| Platz | Land | Sportler              | Zeit (h)  |
| ----- | ---- | --------------------- | --------- |
| 1     | KAZ  | Wladimir Smirnow      | 2:07:20,3 |
| 2     | FIN  | Mika Myllylä          | 2:08:41,9 |
| 3     | NOR  | Sture Sivertsen       | 2:08:49,0 |
| 4     | NOR  | Bjørn Dæhlie          | 2:09:11,4 |
| 5     | NOR  | Erling Jevne          | 2:09:12,2 |
| 6     | SWE  | Christer Majbäck      | 2:10:03,8 |
| 7     | ITA  | Maurilio De Zolt      | 2:10:12,1 |
| 8     | ITA  | Giorgio Vanzetta      | 2:10:16,4 |
| 9     | RUS  | Michail Botwinow      | 2:10:18,9 |
| 10    | NOR  | Vegard Ulvang         | 2:10:40,0 |
|       |      |                       |           |
| 15    | AUT  | Vegard Ulvang         | 2:13:13,5 |
| 15    | SUI  | Jeremias Wigger       | 2:13:40,2 |
| 30    | LIE  | Markus Hasler         | 2:18:40,1 |
| 38    | LIE  | Stephan Kunz          | 2:20:38,1 |
| 41    | SUI  | Hans Diethelm         | 2:21:01,8 |
| 44    | SUI  | Jürg Capol            | 2:21:48,3 |
| 56    | GER  | Peter Schlickenrieder | 2:25:22,4 |

Datum: 27. Februar, 10:00 Uhr 

Höhenunterschied: 166 m; Maximalanstieg: 65 m; Totalanstieg: 1787 m 

66 Teilnehmer aus 25 Ländern, davon 61 in der Wertung. Aufgegeben u. a.: Jochen Behle, Janko Neuber (beide GER), Giachem Guidon (SUI).

### 4 × 10 km Staffel
| Platz | Land        | Sportler                                                                | Zeit (h)  |
| ----- | ----------- | ----------------------------------------------------------------------- | --------- |
| 1     | Italien     | Maurilio De Zolt Marco Albarello Giorgio Vanzetta Silvio Fauner         | 1:41:15,0 |
| 2     | Norwegen    | Sture Sivertsen Vegard Ulvang Thomas Alsgaard Bjørn Dæhlie              | 1:41:15,4 |
| 3     | Finnland    | Mika Myllylä Harri Kirvesniemi Jari Räsänen Jari Isometsä               | 1:42:15,6 |
| 4     | Deutschland | Torald Rein Jochen Behle Peter Schlickenrieder Johann Mühlegg           | 1:44:26,7 |
| 5     | Russland    | Andrei Kirillow Alexei Prokurorow Gennadi Lasutin Michail Botwinow      | 1:44:29,2 |
| 6     | Schweden    | Jan Ottosson Christer Majbäck Anders Bergström Henrik Forsberg          | 1:45:22,7 |
| 7     | Schweiz     | Jeremias Wigger Hans Diethelm Jürg Capol Giachem Guidon                 | 1:47:12,2 |
| 8     | Tschechien  | Luboš Buchta Václav Korunka Jiří Teplý Pavel Benc                       | 1:47:12,6 |
| 9     | Kasachstan  | Nikolai Iwanow Pawel Korolew Andrei Newsorow Pawel Rjabinin             | 1:47:41,3 |
| 10    | Frankreich  | Philippe Sanchez Patrick Rémy Hervé Balland Stéphane Azambre            | 1:48:25,1 |
| 11    | Estland     | Jaak Mae Jaanus Teppan Elmo Kassin Taivo Kuus                           | 1:48:57,6 |
| 12    | Belarus     | Ihar Obuchou Wiktar Kamozki Sjarhej Dalidowitsch Wjatscheslaw Plaksunow | 1:49:23,7 |
| 13    | USA         | John Aalberg Ben Husaby Todd Boonstra Luke Bodensteiner                 | 1:49:40,5 |
| 14    | Japan       | Hiroyuki Imai Kazutoshi Nagahama Kazunari Sasaki Masaaki Kōzu           | 1:49:42,1 |

Datum: 22. Februar, 10:30 Uhr 

Höhenunterschied: 66 m (Loipe A), 68 m (Loipe B)

Maximalanstieg: 45 m (Loipe A), 51 m (Loipe B) 

Totalanstieg: 419 m (Loipe A), 398 m (Loipe B) 

14 Staffeln am Start, alle in der Wertung.
Jeweils die ersten beiden Läufer absolvierten ihr Teilstück im klassischen Stil (Loipe A), die beiden anderen jeweils im freien Stil (Loipe B). Das norwegische Langlaufteam mit Superstar Bjørn Dæhlie war bei den „Heimspielen“ in Lillehammer zwar äußerst erfolgreich, doch ausgerechnet im prestigeträchtigen Staffelrennen mussten sich die hochfavorisierten Norweger jedoch der italienischen Mannschaft geschlagen geben. Silvio Fauner besiegte Dæhlie im Sprint knapp auf den letzten Metern.

## Ergebnisse Frauen

### 5 km klassisch
| Platz | Land | Sportlerin              | Zeit (min) |
| ----- | ---- | ----------------------- | ---------- |
| 1     | RUS  | Ljubow Jegorowa         | 14:08,8    |
| 2     | ITA  | Manuela Di Centa        | 14:28,3    |
| 3     | FIN  | Marja-Liisa Kirvesniemi | 14:36,0    |
| 4     | NOR  | Anita Moen              | 14:39,4    |
| 5     | NOR  | Inger Helene Nybråten   | 14:43,6    |
| 6     | RUS  | Larissa Lasutina        | 14:44,2    |
| 7     | NOR  | Trude Dybendahl         | 14:48,1    |
| 8     | CZE  | Kateřina Neumannová     | 14:49,6    |
| 9     | FIN  | Pirkko Määttä           | 14:51,5    |
| 10    | SWE  | Antonina Ordina         | 14:59,2    |
|       |      |                         |            |
| 20    | SUI  | Sylvia Honegger         | 15:21,7    |
| 37    | SUI  | Barbara Mettler         | 15:59,6    |
| 42    | SUI  | Silke Schwager          | 16:11,2    |
| 60    | SUI  | Jasmin Baumann          | 17:00,3    |

Datum: 15. Februar, 10:30 Uhr 

Höhenunterschied: 66 m; Maximalanstieg: 45 m; Totalanstieg: 199 m 

62 Teilnehmerinnen aus 19 Ländern, davon 61 in der Wertung.

### 10 km Verfolgung Freistil
| Platz | Land | Sportlerin          | Zeit (min) |
| ----- | ---- | ------------------- | ---------- |
| 1     | RUS  | Ljubow Jegorowa     | 41:38,1    |
| 2     | ITA  | Manuela Di Centa    | 41:46,4    |
| 3     | ITA  | Stefania Belmondo   | 42:21,1    |
| 4     | RUS  | Larissa Lasutina    | 42:36,6    |
| 5     | RUS  | Nina Gawriljuk      | 42:36,9    |
| 6     | CZE  | Kateřina Neumannová | 42:49,8    |
| 7     | NOR  | Trude Dybendahl     | 42:50,2    |
| 8     | NOR  | Anita Moen          | 43:21,2    |
| 9     | SWE  | Antonina Ordina     | 43:31,7    |
| 10    | FRA  | Sophie Villeneuve   | 43:37,7    |
| 11    | SUI  | Sylvia Honegger     | 43:39,6    |
|       |      |                     |            |
| 23    | SUI  | Barbara Mettler     | 45:16,9    |
| 39    | SUI  | Silke Schwager      | 47:18,3    |
| 51    | SUI  | Jasmin Baumann      | 49:09,5    |

Datum: 17. Februar, 12:30 Uhr 

Höhenunterschied: 68 m; Maximalanstieg: 51 m; Totalanstieg: 420 m 

55 Teilnehmerinnen aus 17 Ländern, davon 53 in der Wertung.
Der Wettbewerb bestand aus zwei Teilen. Gewertet wurde zunächst der 5-km-Lauf im klassischen Stil. Zwei Tage später liefen die Teilnehmerinnen 10 km im freien Stil, wobei der Start in umgekehrter Reihenfolge gemäß den Platzierungen und Abständen des 5-km-Rennens erfolgte.

### 15 km Freistil
| Platz | Land | Sportlerin           | Zeit (min) |
| ----- | ---- | -------------------- | ---------- |
| 1     | ITA  | Manuela Di Centa     | 39:44,5    |
| 2     | RUS  | Ljubow Jegorowa      | 41:03,0    |
| 3     | RUS  | Nina Gawriljuk       | 41:10,4    |
| 4     | ITA  | Stefania Belmondo    | 41:33,6    |
| 5     | RUS  | Larissa Lasutina     | 41:57,6    |
| 6     | RUS  | Jelena Välbe         | 42:26,6    |
| 7     | SWE  | Antonina Ordina      | 42:29,1    |
| 8     | SVK  | Alžbeta Havrančíková | 42:34,4    |
| 9     | FRA  | Sophie Villeneuve    | 42:41,3    |
| 10    | NOR  | Anita Moen           | 42:42,9    |
|       |      |                      |            |
| 21    | SUI  | Sylvia Honegger      | 44:41,9    |
| 30    | SUI  | Barbara Mettler      | 45:26,9    |
| 38    | SUI  | Brigitte Albrecht    | 46:11,9    |

Datum: 13. Februar, 10:00 Uhr 

Höhenunterschied: 166 m; Maximalanstieg: 65 m; Totalanstieg: 563 m 

54 Teilnehmerinnen aus 19 Ländern, davon 53 in der Wertung.

### 30 km klassisch
| Platz | Land | Sportlerin              | Zeit (h)  |
| ----- | ---- | ----------------------- | --------- |
| 1     | ITA  | Manuela Di Centa        | 1:25:41,6 |
| 2     | NOR  | Marit Wold              | 1:25:57,8 |
| 3     | FIN  | Marja-Liisa Kirvesniemi | 1:26:13,6 |
| 4     | NOR  | Trude Dybendahl         | 1:26:52,6 |
| 5     | RUS  | Ljubow Jegorowa         | 1:26:54,6 |
| 6     | RUS  | Jelena Välbe            | 1:26:54,8 |
| 7     | NOR  | Inger Helene Nybråten   | 1:27:11,2 |
| 8     | FIN  | Marjut Rolig            | 1:27:51,4 |
| 9     | RUS  | Swetlana Nageikina      | 1:27:57,2 |
| 10    | NOR  | Anita Moen              | 1:28:18,1 |
|       |      |                         |           |
| 19    | SUI  | Sylvia Honegger         | 1:31:11,6 |
| 33    | SUI  | Silke Schwager          | 1:34:07,4 |
| 37    | SUI  | Brigitte Albrecht       | 1:34:55,3 |
| 41    | SUI  | Barbara Mettler         | 1:36:40,8 |

Datum: 24. Februar, 12:30 Uhr 

Höhenunterschied: 166 m; Maximalanstieg: 63 m; Totalanstieg: 1064 m 

53 Teilnehmerinnen aus 19 Ländern, davon 51 in der Wertung.

### 4 × 5 km Staffel
| Platz | Land       | Sportlerinnen                                                                     | Zeit (min) |
| ----- | ---------- | --------------------------------------------------------------------------------- | ---------- |
| 1     | Russland   | Jelena Välbe Larissa Lasutina Nina Gawriljuk Ljubow Jegorowa                      | 57:12,5    |
| 2     | Norwegen   | Trude Dybendahl Inger Helene Nybråten Elin Nilsen Anita Moen                      | 57:42,6    |
| 3     | Italien    | Bice Vanzetta Manuela Di Centa Gabriella Paruzzi Stefania Belmondo                | 58:42,6    |
| 4     | Finnland   | Pirkko Määttä Marja-Liisa Kirvesniemi Merja Lahtinen Marjut Rolig                 | 59:15,9    |
| 5     | Schweiz    | Sylvia Honegger Silke Braun-Schwager Barbara Mettler Brigitte Albrecht            | 60:05,1    |
| 6     | Schweden   | Anna Frithioff Marie-Helene Östlund Anna-Lena Fritzon Antonina Ordina             | 60:05,8    |
| 7     | Slowakei   | Ľubomíra Balážová Jaroslava Bukvajová Tatiana Kutlíková Alžbeta Havrančíková      | 61:00,2    |
| 8     | Polen      | Mićhalina Maciuszek Małgorzata Ruchała Dorota Kwaśny Bernadeta Bocek-Piotrowska   | 61:13,2    |
| 9     | Tschechien | Martina Vondrová Iveta Zelingerová-Fořtová Kateřina Neumannová Lucie Chroustovská | 62:02,1    |
| 10    | USA        | Laura Wilson Nina Kemppel Laura McCabe Leslie Thompson                            | 62:28,4    |
| 11    | Frankreich | Carole Stanisière Sylvie Giry-Rousset Sophie Villeneuve Élisabeth Tardy           | 62:28,6    |
| 12    | Estland    | Kristina Šmigun Cristel Vahtra Silja Suija Piret Niglas                           | 62:32,4    |
| 13    | Kasachstan | Natalja Schtaimez Jelena Tschernezowa Oxana Kotowa Jelena Wolodina-Antonowa       | 63:13,0    |
| 14    | Belarus    | Alena Piirajnen Svetlana Kamotskaya Ljudmila Didelewa Alena Sinkewitsch           | 64:25,1    |

Datum: 21. Februar, 10:30 Uhr 

Höhenunterschied: 66 m (Loipen A und B)

Totalanstieg: 199 m (Loipe A), 210 m (Loipe B)

Maximalanstieg: 45 m (Loipen A und B) 

14 Staffeln am Start, alle in der Wertung.
Jeweils die ersten beiden Läuferinnen absolvierten ihr Teilstück im klassischen Stil (Loipe A), die beiden anderen jeweils im freien Stil (Loipe B).